# Шпаннберг
Шпаннберг (нем. Spannberg) — ярмарочная коммуна (нем. Marktgemeinde) в Австрии, в федеральной земле Нижняя Австрия.
Входит в состав округа Гензерндорф. Население составляет 951 человек (на 31 декабря 2005 года). Занимает площадь 19,51 км². Официальный код — 3 08 54.

## Политическая ситуация
Бургомистр коммуны — Херберт Штипаниц (АНП) по результатам выборов 2005 года.
Совет представителей коммуны (нем. Gemeinderat) состоит из 15 мест.
- АНП занимает 11 мест.
- СДПА занимает 4 места.